# Яшков Антон Петрович
Антон Петрович Яшков (* 30 січня 1992) — український футболіст, воротар ПФК «Звягель».

## Клубна кар'єра
Вихованець донецького футболу. Юнацькі виступи розпочав у донецькому училищі олімпійського резерву, після чого перейшов до школи «Шахтаря», але програв конкуренцію і влітку 2007 року перейшов до структури «Металурга».
З сезону 2008/09 став виступати за молодіжну команду, в якій поступово став основним воротарем.
На початку 2012 року перейшов на правах оренди в ужгородську «Говерлу-Закарпаття». 2 травня 2012 року Яшков дебютував у дорослому футболі в матчі першої ліги з донецьким «Олімпіком», який завершився перемогою закарпатців з рахунком 4-1. Цей матч став єдиним для Антона до кінця сезону, але за його підсумками «Говерла-Закарпаття» виграла першу лігу і вийшла до Прем'єр-ліги.
Після цього влітку 2012 року Яшков повернувся до «Металурга» і навіть провів кілька матчів у новому сезоні за молодіжку, проте вже в серпні знову на правах оренди повернувся в «Говерлу», де також став виступати за молодіжну команду.
У грудні 2014 відрахований з донецького «Металурга». Навесні 2015 року виступав за чернівецьку «Буковину», яка в той час намагалася зберегти прописку у першій лізі України. З сезону 2015/16 гравець клубу «Колос» (Ковалівка).

## Виступи за збірні
29 березня 2011 року дебютував в іграх за молодіжну збірну в товариському матчі проти однолітків з Сербії. Яшков вийшов на поле в другому таймі замість Микити Крюкова і пропустив один гол..

## Досягнення
- Переможець Першої ліги України: 2012
- Срібний призер Першої ліги України: 2019
- Переможець Другої ліги України: 2016